# ساتنا (شرکت هواپیمایی)
ساتنا (به انگلیسی: SATENA) یک شرکت هواپیمایی با کد یاتا 9R است که در تاریخ ۱۹۶۲ میلادی تأسیس شده است. دفتر مرکزی ساتنا در بوگوتا، کلمبیا واقع شده‌است و قطب این شرکت هواپیمایی در فرودگاه بین‌المللی ال دورادو قرار دارد و به ۳۸ مقصد، پرواز مستقیم انجام می‌دهد.